# Фучињо (Фрозиноне)
Фучињо је насеље у Италији у округу Фрозиноне, региону Лацио.
Према процени из 2011. у насељу је живело 289 становника. Насеље се налази на надморској висини од 596 м.